# Парадокс слабого молодого Солнца
Парадокс слабого молодого Солнца — наблюдаемое противоречие между палеоклиматическими данными и астрофизическими моделями эволюции Солнца.
Стандартная модель эволюции звёзд утверждает, что 4 млрд лет назад Солнце излучало приблизительно на 30 % меньше энергии, чем сейчас. При таких условиях вода на поверхности Земли должна была бы полностью замёрзнуть. В условиях глобального оледенения, возможно, не смогла бы возникнуть жизнь. В то же время геологические исследования архейских осадочных пород показывают, что в эту эпоху на Земле был влажный и тёплый климат.
Объяснением этого парадокса может служить парниковый эффект, действовавший в ранней истории Земли и вызванный очень высокими концентрациями таких вулканических газов, как углекислый газ и метан. Впервые эту модель предложили и количественно анализировали советские ученые Л. М. Мухин и В. И. Мороз.
Парниковый эффект могла обеспечить смесь азота и водорода (последнего в атмосфере молодой Земли было больше, чем сейчас).
В атмосфере архейского эона содержалось большое количество азота и метана, а также присутствовал аммиак. Аммиак легко разрушается ультрафиолетовым излучением, поэтому на роль парникового газа его обычно не рассматривают. Тем не менее, метанобразующие археи и вулканическая деятельность производили много метана, а отсутствие главного окислителя — кислорода — позволило сохраняться ему в атмосфере на длительный срок, а верхний слой из метана позволил сохраняться внизу аммиаку.
Альтернативные гипотезы, объясняющие достаточный для зарождения и поддержания жизни приток тепла, включают
- Тепловое излучение земной коры в процессе её остывания после разогрева в результате столкновений протопланет и гравитационного сжатия. Сюда же относится вулканическое тепло и горячие источники.
- Изменение структуры Солнечной системы, при котором Земля родилась ближе к Солнцу.
- Изменения в расположении и площади материков планеты[3].

На Марсе также установлены следы тёплого и влажного климата. Расположенные в одних и тех же районах разновозрастные кратеры в различной степени подвержены эрозионным процессам. Для древних кратеров определены намного большие скорости эрозии, чем для молодых. Из этих и некоторых других наблюдений делается вывод о наличии жидкой воды на Марсе на ранних этапах его существования.